# Jacob Sveistrup
Jakob Sveistrup (nacido el 8 de marzo de 1972) es un cantante danés nacido el 8 de marzo de 1972. Fue el representante de su país en el Festival de Eurovisión 2005.
Su pasión por la música comenzaría con 17 años, formando parte de algunas bandas locales en su localidad natal de Odense. Sin embargo, al conseguir poco éxito en el ámbito musical, decidiría en 1995 comenzar sus estudios de magisterio, para graduarse cuatro años más tarde en magisterio de inglés y música.
En 2001 comenzaría a trabajar como profesor para niños con autismo. Ese mismo año, y sin muchas esperanzas, envió su solicitud para participar en el programa de televisión "Stjerne For En Aften" (la versión danesa de Lluvia de Estrellas).
Dos años más tarde sería convocado para participar en dicho programa, interpretando una versión propia del tema "True To Your Heart" y consiguiendo clasificarse para la final. Más tarde, en la final realizada en Copenhague alcanzaría una respetable cuarta posición.
A finales de 2004, los compositores Jacob Launbjerg y Andreas Moerch contactarían con él, proponiéndole interpretar el tema "Tænder Paa Dig" en la preselección de su país, el Dansk Melodi Grand Prix, consiguiendo la victoria, por lo que representó a Dinamarca en el Festival de la Canción de Eurovisión. En el Festival se celebró en Kiev, Jacob quedó en 10.ª posición.
En dicha preselección, Jacob acabaría obteniendo la primera posición y, más tarde, en Kiev y con una versión en inglés del mismo tema ("I'm Talking To You") conseguiría clasificarse en las semifinales para hacerse con el décimo puesto en la gran final.
El 30 de mayo de 2005 publicaría su primer trabajo titulado "Jakob Sveistrub" consiguiendo alcanzar el disco de oro en ventas.

## Discografía

### Álbumes
- 2005 – Jakob Sveistrup
- 2006 – Fragments

### Sencillos
- 2005 – Talking to You
- 2006 – Could Have Sworn
- 2006 – Book of love
- 2008 – Hvem er venner